# Тиль Киве
Тиль Киве (Til Kiwe, настоящее имя — Эдуард-Генрих Кифер; 7 июня 1910, Ахен — 30 ноября 1995, Мюнхен) — немецкий военнослужащий, кавалер Рыцарского креста Железного Креста. После войны — киноактёр и продюсер, режиссёр, сценарист.
В годы войны — командир танковой роты танковой дивизии «Герман Геринг», кавалер Рыцарского креста Железного Креста (1943), попав в Африке в плен к американцам, стал известен как «король побегов» из лагерей для военнопленных США, чуть не сбежав в Мексику.

## Биография
Родился в 1910 году в Ахене, Германия.
В 1934—1937 годах учился в США, вначале в Кельнском университете, затем в студии драматического искусства в Балтиморе по специальности актёрское мастерство.
До начала войны побывал во многих странах, в том числе в 1938 году в экспедиции на плато Тибести пустыни Сахара в Африке.

### В годы войны
С началом Второй мировой войны призван на военную службу, начинал в полку «Генерал Геринг» — командир роты в караульном батальоне, затем служил в Бригаде сопровождения фюрера, стал адъютантом генерала Ойгена Майндля, командующего дивизией Люфтваффе «Майндль».
С 1942 года — на фронте в Африке, гауптман, командир 2-й роты танковой дивизии «Герман Геринг».
В 1943 году награждён Рыцарским крестом Железного Креста за храброе поведение в боях.
В мае 1943 года, когда дивизия «Герман Геринг» капитулировала в ходе Тунисской кампании, оказался в плену у американцев и доставлен в лагерь для военнопленных в США.

#### Плен и попытки побега
Получил широкую известность как «король побегов», уступая по популярности лишь Францу фон Верра, чей побег из лагеря в США был успешен.
Он 17 раз пытался бежать из американских лагерей для военнопленных.
При наиболее удачной попытке, перекрасив лагерную робу овощным соком, свободно говоря по-английски, используя свои знания страны, сбежав из лагеря в Аризоне самым авантюрным образом едва не добрался до Мексики, и лишь в Техасе был задержан пограничниками.
В другом случае, сбежав из Тринидада, штат Колорадо, преодолев 725 километров пути, достиг Сент-Луиса, где 28 февраля 1944 года на железнодорожном вокзале был задержан военной полицией.
Выпущен из плена в 1946 году.

### После войны
Вернувшись в Германию, под сценическим псевдонимом Тиль Киве начал карьеру актёра в Мюнхене в экспериментальном театре «Die Spieler», где служил до 1972 года.
Одновременно снимался в кино, в основном исполняя роли немецких офицеров, причём иногда эти роли были почти автобиографичны — так исполнил роль адъютанта генерала в фильме «20 июля», в американском фильме «Самый длинный день» сыграл эпизодичную роль гауптмана сопровождающего Роммеля, в фильме «Мост» сыграл сражающегося с американскими войсками офицера, но самая совпадающая с биографией роль — в фильме «Большой побег» о бегстве немецких военнопленных из американского лагеря.
Так же, как и до войны, много путешествовал — побывал в пустыне Атакама, на острове Пасхи и плато Мато-Гроссо, был в Судане.
Продюсер и режиссёр снятых в разных уголках мира 17-ти документальных фильмов.
Автор нескольких сценариев для телефильмов.
Умер в 1995 году в Мюнхене на 85-м году жизни, похоронен на Новом южном кладбище.

## Избранная фильмография
- 1955 — 20 июля
- 1958 — Воскресение
- 1958 — Врач из Сталинграда
- 1959 — Ночь над Готенхафеном
- 1959 — Роммель вызывает Каир
- 1959 — Мост
- 1961 — Один, два, три
- 1962 — Самый длинный день
- 1963 — Большой побег
- 1974 — Досье ОДЕССА
- 1976 — Орёл приземлился

## Награды
- Рыцарский крест Железного креста (18 мая 1943), Железный крест 1 и 2 класса, Нагрудный знак «За ранение» в бронзе и серебре, Манжетная лента «Африка».